# Golden Boy (anime)
Golden Boy (ゴールデンボーイ, Gōruden Bōi) és una sèrie de manga de comèdia sexual i d'anime que consta de 6 episodis, en els quals es narren les aventures de Kintaro Oe, un jove estudiant de dret de 25 anys que ha abandonat la carrera perquè ja ha après tot el que li calia d'ella, i ara recorre el Japó en bicicleta, buscant noves feines que li ofereixin coses noves per aprendre.
El manga, creat per Tatsuya Egawa, va ser publicat a la revista Super Jump (Shueisha, 1995) de 1992 a 1997,i posteriorment editat en 10 volums tankōbon.

A Espanya l'anime va ser emesa en alguns canals i llicenciada en format DVD per Selecta Visión.

## Sinopsi
Narra la història de Kintaro Oe, un "estudiant viatger" pervertit i freeter de 25 anys, que tot i haver complert els requisits per obtenir una llicenciatura en dret, va abandonar la Universitat de Tòquio sense graduar-se. Kintaro viu lliurement, deambulant pel Japó de ciutat en ciutat, de feina en feina. Durant els seus viatges, Kintaro coneix diverses dones les vides de les quals canvia dràsticament, malgrat les primeres impressions pobres. Constantment observa i estudia les persones i els esdeveniments que l'envolten, anotant les seves troballes en un quadern que porta al cinturó. Parts del manga es van adaptar a una sèrie d'animació de vídeo original (OVA) de sis episodis produïda per Shueisha i KSS l'any 1995. A Amèrica del Nord, ADV Films l'autoritzà per primera vegada el 1996. La llicència d'ADV per a la sèrie va caducar el 2007 i va ser posteriorment adquirit per Media Blasters. Aquesta companyia va perdre la llicència el 2012 i després va ser adquirida per Discotek Media. L'OVA Golden Boy ha estat ben rebut per la crítica en anglès, però és àmpliament conegut pel seu contingut per adults. Tot i que l'OVA no és estrictament una animació hentai, sí que inclou exemples de nuesa femenina parcial, orgasmes i masturbació femenina. En canvi, el manga esdevé gairebé pornogràfic a partir del segon volum. Una seqüela del manga, Golden Boy II, es va serialitzar a Business Jump del setembre del 2010 al maig del 2011.